# SN 2006jk
SN 2006jk – supernowa typu Ia odkryta 27 września 2006 roku w galaktyce A215257+0015. W momencie odkrycia miała maksymalną jasność 22,70m.